# 昂德拉尔
昂德拉尔（法語：Andelarre，法語發音：[ɑ̃dlaʁ]），法国东北部市镇，位于勃艮第-弗朗什-孔泰大区上索恩省，隶属于沃苏勒区，其市镇面积为4.57平方公里，2022年1月1日时人口数量为149人，在法国城市中排名第28,980位。
昂德拉尔位于上索恩省中部，省会沃苏勒市区以南，是沃苏勒的一个郊区卫星城。

## 地名来源
根据法国地名学家阿尔贝·多扎的论述，“Ande”出自日耳曼人名“Ando”，“larre”则意为“林间的水塘”，可能与当地的自然景观有关。

## 历史
昂德拉尔最初于公元12世纪时被记载于贝桑松主教的一份讣告中。中世纪中后期，昂德拉尔长期为勃艮第伯国的一部分，后被划入法兰西王国。17世纪时，当地建成了福音教堂。法国大革命后，昂德拉尔成为上索恩省的一个市镇。1806至1823年间，昂德拉尔曾整体并入相邻的昂德拉罗。工业革命时期，昂德拉尔境内曾因石矿开采而兴盛，后采石场关闭。

## 地理

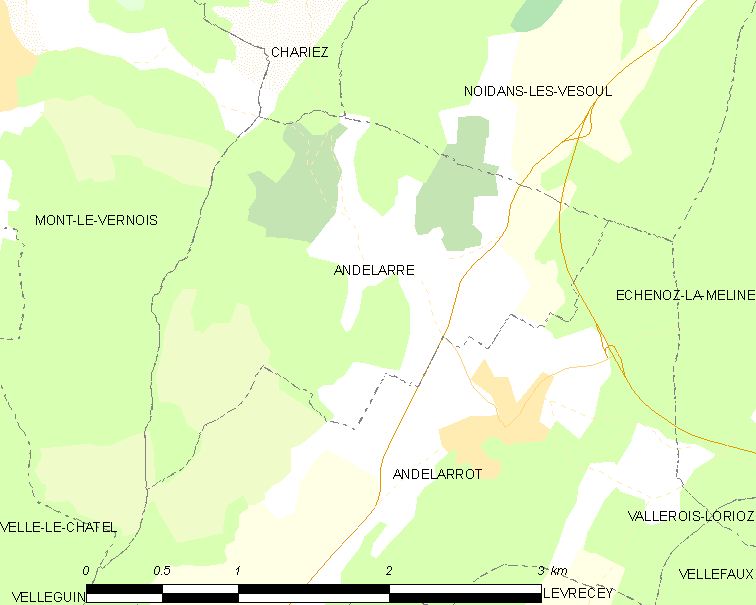
昂德拉尔市镇范围地图

昂德拉尔位于法国东北部，勃艮第-弗朗什-孔泰大区东北部和上索恩省中部，距离省会沃苏勒大约7公里。与昂德拉尔接壤的市镇包括：沙里耶、努瓦当莱沃苏勒、蒙勒韦尔努瓦和昂德拉罗。

### 地形
昂德拉尔位于沃苏勒地区腹地，境内以浅丘为主，市镇中心整体地势较为平坦，部分街区起伏明显，全境海拔在303到427米之间。

### 水文
昂德拉尔位于罗讷河流域范围内，其境内无大型天然地表径流。

### 植被
昂德拉尔属于温带阔叶混交林区，市镇范围西部有大片天然林地分布。
在鲜花城市的评比中，昂德拉尔暂未被评级。

### 气候
昂德拉尔在柯本气候分类法中属于带有大陆性特征的温带海洋性气候。

## 行政区划
昂德拉尔的市镇编号为70019，邮政编号为70000。
在行政管理方面，昂德拉尔隶属于法国勃艮第-弗朗什-孔泰大区上索恩省沃苏勒区；在地方选举方面，昂德拉尔隶属于沃苏勒第一县，其市镇范围全境被划入上索恩省第一选区；在社会管理方面，昂德拉尔是沃苏勒城市圈公共社区的组成部分。
截至2023年2月，昂德拉尔市镇范围内暂无城市敏感街区及城市政策优先街区。
法国国家统计与经济研究所（简称）在进行数据统计时，未将昂德拉尔划入任何城市核心区（Unité urbaine），另将包括核心区在内的周边共111个市镇划为沃苏勒城市区。自2020年起，沃苏勒城市区被包含158个市镇的沃苏勒城市辐射区代替。此外，还将昂德拉尔市镇整体看作一个“块区”（IRIS），以便于统计人口分布情况。

## 交通

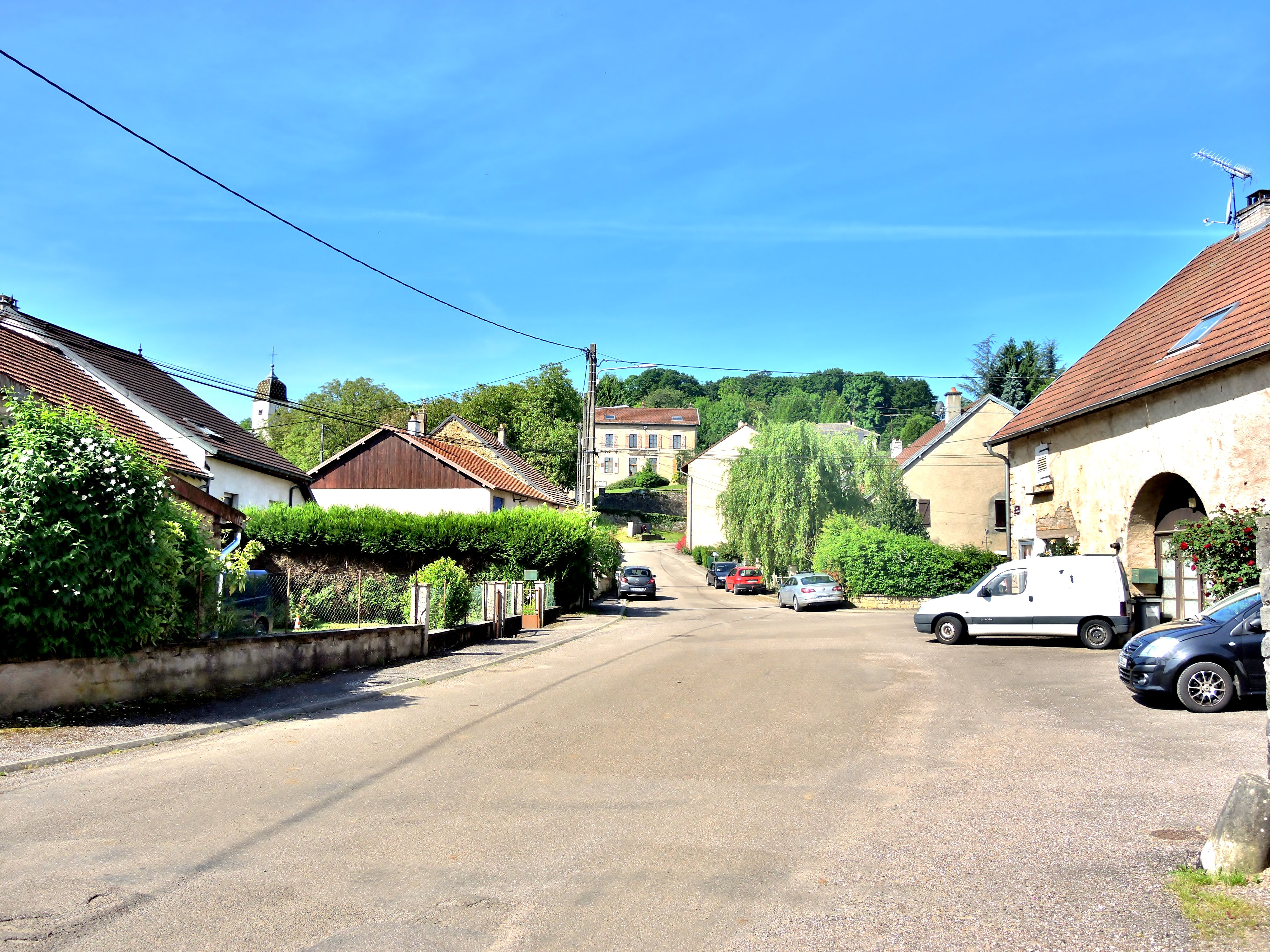
主干道城堡街

### 公路
上索恩省省道D61线和D474线在昂德拉尔境内交汇，另有D457线经过市镇范围东北部。
2019年，94%的昂德拉尔家庭拥有至少一辆私人汽车。2015年，昂德拉尔境内共发生各类交通事故1起，造成1人受伤，其中1人重伤。
| 4 | 42 |

| 沃苏勒 | 7.3 |

| 佩姆 | 57 |

| 里奥 | 24 |

### 铁路
距离昂德拉尔最近的运营中的客运铁路车站为7公里外的沃苏勒站，该站停靠往返于巴黎和米卢斯一线的区域列车。

### 航空
距离昂德拉尔最近的民用航空站为多勒-塔沃机场，距离昂德拉尔市中心的公路里程约89公里。

### 城市公共交通
沃苏勒城市公共交通（商业名称为）是昂德拉尔所处城市圈的城市公共交通系统，该系统提供前往昂德拉尔的定制公交服务。

## 政治

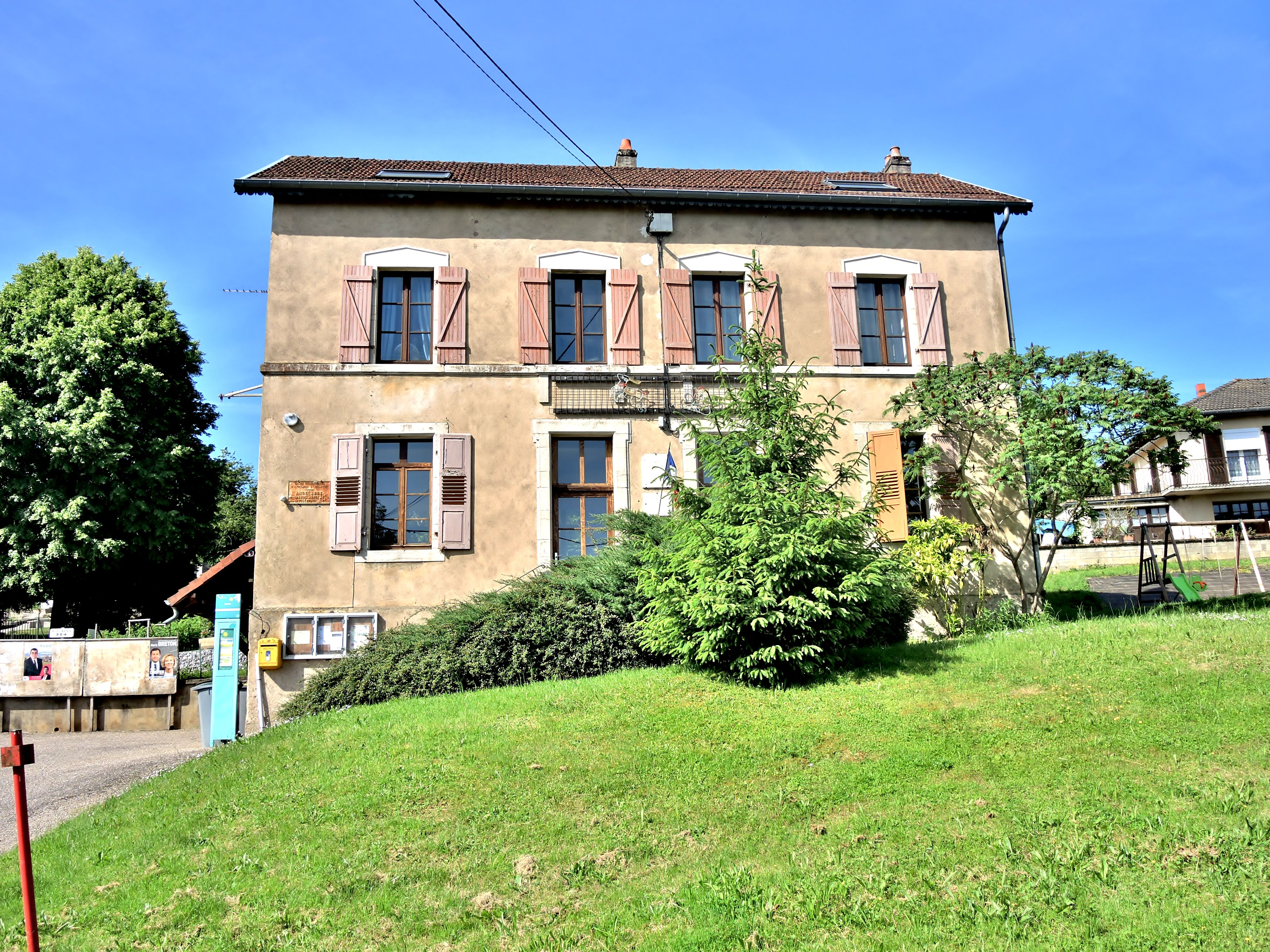
昂德拉尔市政厅

昂德拉尔的现任市长为埃弗利娜·沙瓦纳女士（Évelyne CHAVANNE），她是一名无党派人士，在2020年的市政选举中获得了100%的支持率（无其他候选人）。
在2022年的法国总统大选中，法国第25任总统埃马纽埃尔·马克龙和法国极右翼政党国民阵线主席玛丽娜·勒庞在昂德拉尔均获得了50%的支持率。

## 人口
2021年，昂德拉尔市镇人口数量为143，在法国排名第28,980位。其中男性75人，女性68人，75岁及以上人口占7.8%，无外籍人口，人口密度为31人/平方公里，当地居民被称为（男性）或（女性）。2020年，昂德拉尔境内出生1人，死亡人口2人。
| 昂德拉尔1901年－2020年人口变化情况 |
|                                    |
| 数据来源：Cassini、INSEE           |

## 经济
昂德拉尔是沃苏勒附近的一个普通市镇，历史上曾有采石工业，现已关闭。

## 财政与居民收入
2021年，昂德拉尔的财政收入总额为68,550欧元，财政支出总额为69,830欧元，当年的债务总额为45,060欧元。2021年，昂德拉尔市镇通过增值税获得9,280欧元的收入，此外当地还共获得了3,770欧元的国家直接财政补助。
2020年，昂德拉尔的人均月收入总额为2,462欧元，高于法国平均水平（2,303欧元）。
2019年，昂德拉尔境内的贫困率为0%，青壮年（15至64岁）失业率为2.9%；当地58.2%的家庭拥有纳税资格，平均纳税2,152欧元，低于法国平均水平（3,910欧元）。

## 社会事务

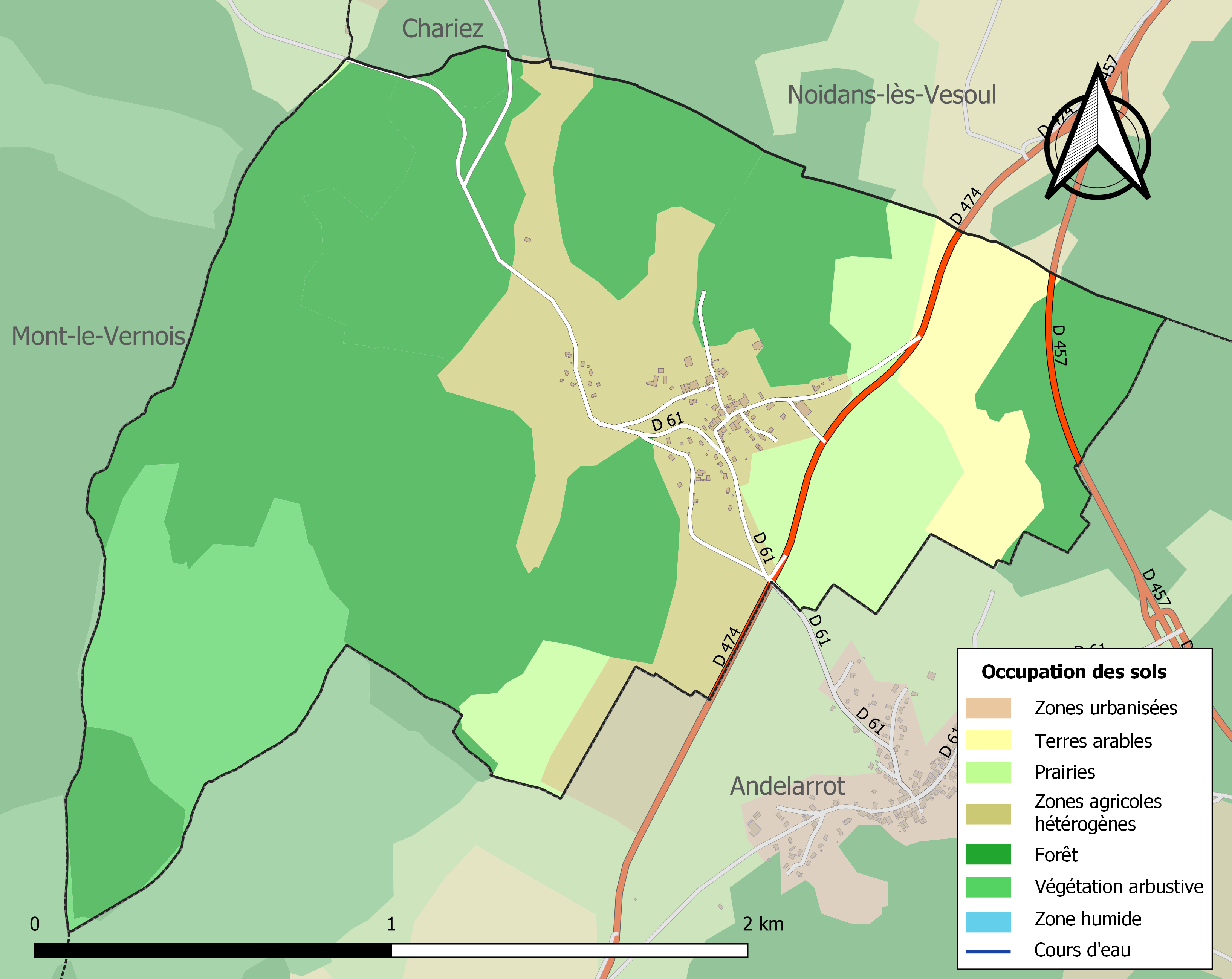
昂德拉尔土地利用情况地图

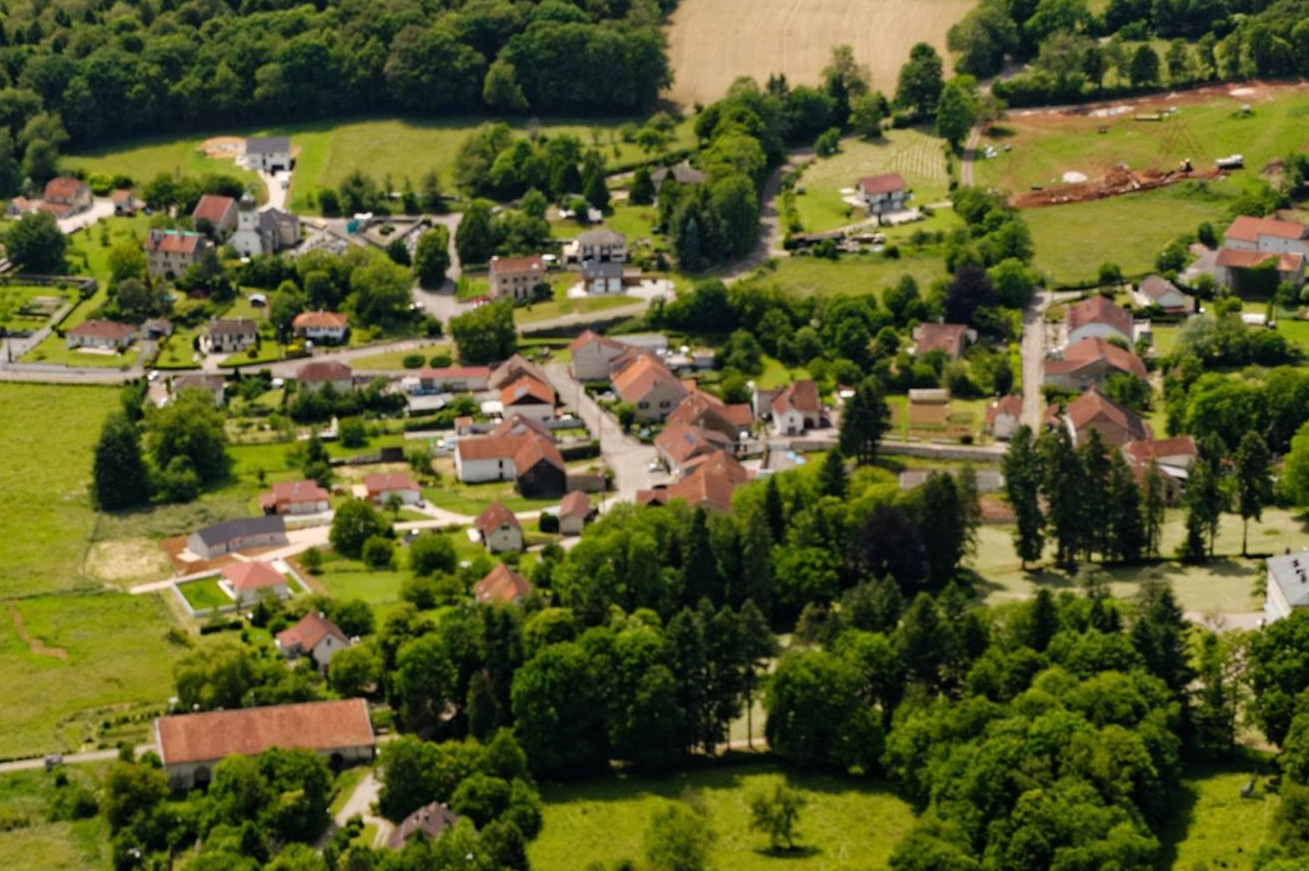
航拍昂德拉尔镇中心

### 教育
昂德拉尔属于贝桑松学区。截止2021年1月1日，昂德拉尔境内暂无任何教育机构。

### 医疗
截止2021年1月1日，昂德拉尔境内暂无任何医疗机构及医务从业人员。
距离昂德拉尔最近的区域性医疗机构为沃苏勒中心医院（Centre hospitalier de Vesoul），其主病区位于沃苏勒市区，距离昂德拉尔市区的正常车程大约9分钟，该院设有床位327个，是当地规模最大的公立综合性医院。

### 住房
2019年，昂德拉尔境内共有各类住房67套，其中95.5%为独立式居民区，4.5%为集中式居民区。常住房屋占昂德拉尔市镇范围内居民建筑总量的94.0%。
在住房保障政策方面，2018年，昂德拉尔境内共有6户家庭获得了住房经济补助，受益人数占总人口数量的4.2%。

### 商业
2021年，昂德拉尔境内共有各类实体商铺1家。

### 体育
2021年，昂德拉尔境内暂无任何体育设施。
截至2023年2月，昂德拉尔境内暂无注册足球俱乐部。

### 环境
昂德拉尔的环境事务由其所属的沃苏勒城市圈公共社区联合各级政府协调负责。2021年，昂德拉尔境内暂无污染企业。

### 治安
昂德拉尔及其附近的共342个市镇是沃苏勒国家宪兵队（zone gendarmerie de Vesoul）的管辖范围。2020年，该宪兵队累计记录各类案件2,889起，其中盗窃类案件1,344起，经济类案件517起，毒品交易类案件89起。

## 文化

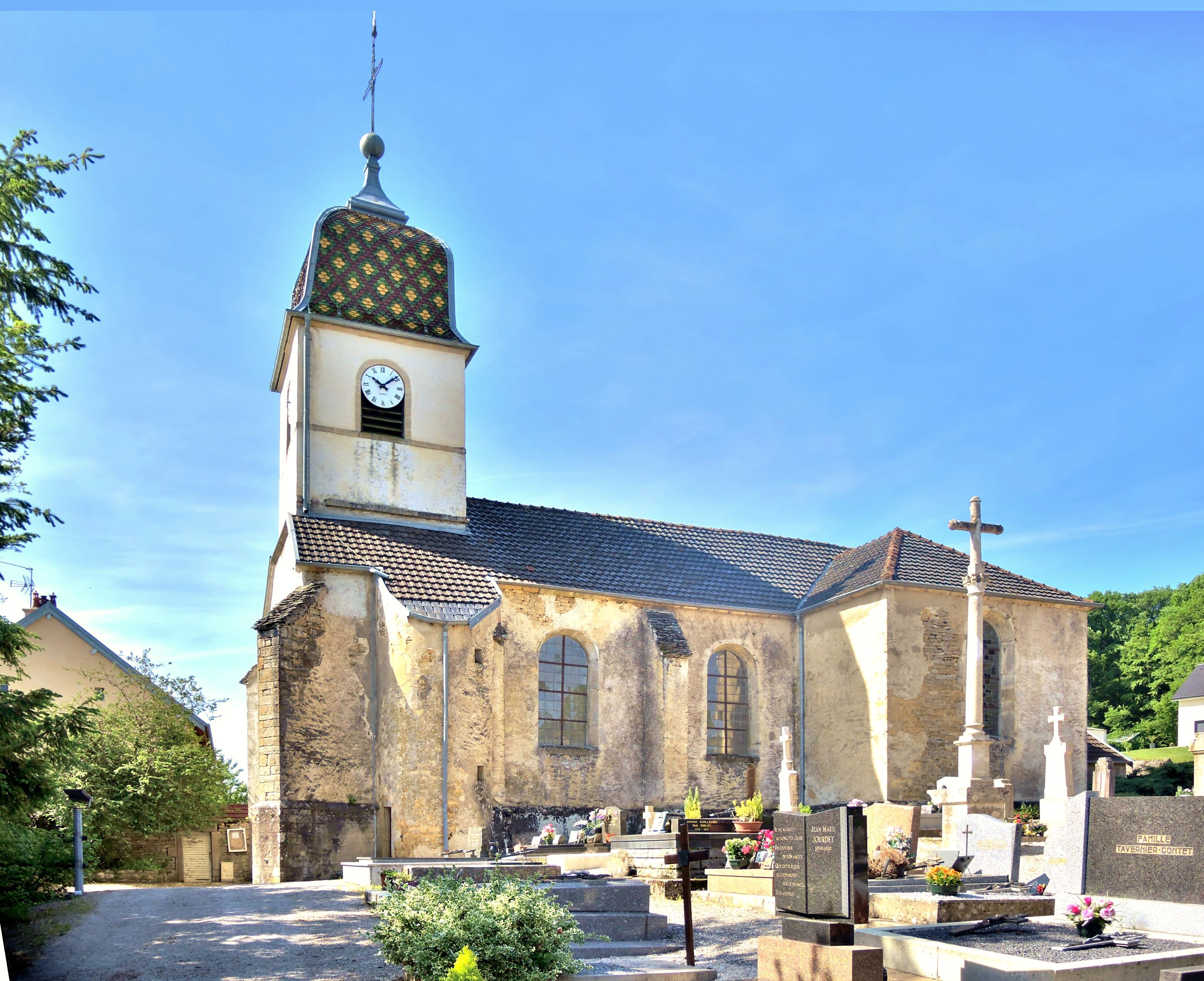
福音圣约翰教堂

2021年，昂德拉尔境内暂无任何文化设施。

### 建筑
昂德拉尔境内有多处历史建筑，镇中心的福音圣约翰教堂（Église Saint-Jean-l'Évangéliste d'Andelarre）是当地的地标性建筑物。

### 旅游
昂德拉尔的旅游事务由其所属的沃苏勒城市圈公共社区负责。2022年，昂德拉尔境内暂无任何游客接待设施。

### 媒体
法国主要的媒体均可在昂德拉尔接收，法国电视三台下属的勃艮第-弗朗什-孔泰大区频道在部分时段播出昂德拉尔所在上索恩省的地方新闻。《东部共和国人报》是当地主要的地方媒体，其总部位于南锡。

## 友好城市
截至2023年2月，昂德拉尔暂未建立任何友好城市关系。